# Ciprià Císcar
Ciprià Jesús Císcar Casaban (Picaña, Valencia, 22 de diciembre de 1946) es un abogado y político español del PSOE. Fue diputado por la circunscripción electoral de Valencia hasta 2011. Miembro del Grupo Parlamentario Socialista del Congreso desde 1989 hasta 2015.

## Biografía
Nació en Picaña, provincia de Valencia, el 22 de diciembre de 1946.
Diputado de la IV, V, VI, VII, VIII, IX y X legislaturas de las Cortes Generales. Licenciado en Derecho. Abogado. Alcalde de Picaña. Consejero de Cultura  Educación y ciencia de la Generalidad Valenciana (1981-1989). Diputado autonómico en las Cortes Valencianas (1983-1989).
Secretario Federal de Organización del PSOE (1994-2000), bajo el último mandato de Felipe González (1993-1996) y el único de Joaquín Almunia (1997-2000) como Secretarios Generales del PSOE.
Está casado con Teresa Blat Gimeno, ex-subdirectora de programas del Instituto de la Mujer. Es hermano de la popular Consuelo Ciscar Casaban, quien fuera directora del IVAM (Instituto Valenciano de Arte Moderno) y cuñado del también popular Rafael Blasco Castany, que fue consejero de Solidaridad y Ciudadanía de la Generalidad Valenciana. 
Volvió a ser elegido diputado en las elecciones generales de 2008.

## Actividad parlamentaria
- Adscrito de la Comisión Constitucional.
- Vocal de la Comisión de Cultura.
- Vocal de la Comisión de Reglamento.
- Vocal de la Comisión de Cooperación Internacional para el Desarrollo.
- Presidente de la Comisión no Permanente para las políticas integrales de la discapacidad.
- Vocal de la delegación española en el Grupo de Amistad con la Cámara de Diputados de la República Italiana.